# فينس إيفانز
فينس إيفانز (بالإنجليزية: Vince Evans)‏ هو لاعب كرة قدم أمريكية أمريكي، ولد في 14 يونيو 1955 في غرينزبورو في الولايات المتحدة.

## وصلات خارجية
- فينس إيفانز على موقع مرجع كرة القدم المحترفة.كوم (الإنجليزية)